# Universal Wrestling Federation
La Universal Wrestling Federation è stata una federazione giapponese di Puroresu.

## Storia

### Prima versione
La federazione venne fondata nel 1984 da atleti in rotta con la loro precedente federazione di appartenenza, la NJPW.
Costoro, tra i quali spiccavano Satoru Sayama e Akira Maeda, le due future stelle della prima versione della UWF, volevano proporre un nuovo stile di wrestling, lo shooto, ispirato dagli incontri di arti marziali miste che Antonio Inoki aveva combattuto a cavallo tra anni settanta ed anni ottanta: i lottatori dichiararono che il puroresu era finto (fecero scalpore le dichiarazioni di Sayama nel suo libro Il wrestling è finto, lo shooto no, pubblicato in un'epoca in cui ancora si credeva che il wrestling non fosse predeterminato) e rivendicarono, per quanto fosse anch'esso predeterminato, la veridicità dello shooto, stile basato su colpi realistici, sull'eliminazione di tutte quelle tecniche del puroresu che non si sarebbe potuto replicare in un legittimo incontro di arti marziali, sull'abbandono degli incontri a squadre ed in coppia e su elementi tipici degli sport di combattimento, quali una rigida divisione per categorie e una classifica basata su punteggi. Lo shooto era ed è in pratica un sistema di lotta realistico basato su vari stili di arti marziali, che condivideva e condivide col wrestling la predeterminazione degli incontri.
La decisione di eliminare i conteggi per abbandono del quadrato e il sistema delle squalifiche influenzò profondamente il puroresu, spingendo la AJPW ad adottare simili accorgimenti; anche altre federazioni scelsero di far concludere i propri incontri prevalentemente in modo pulito.
La federazione fallì nel 1986 poiché non in grado di gestire la rivalità tra i suoi due lottatori di punta, Sayama e Maeda: nel corso di un incontro nel settembre 1985, costoro non vendettero reciprocamente le mosse dell'avversario e Maeda colpì sul serio Sayama all'inguine, spingendo l'arbitro a concludere l'incontro, a seguito del quale Sayama abbandonò il puroresu per i successivi undici anni.
Il fallimento della federazione spinse i suoi ex lottatori verso la AJPW e la NJPW; in quest'ultima venne organizzata una finta invasione della federazione da parte degli ex-UWF, il che sarà di ispirazione per la storia del New World Order della WCW.

### Rifondazione
Nel marzo 1988 gran parte degli atleti dell'originaria UWF formarono una federazione omonima, che fu ancora un grande successo di pubblico ed ebbe Maeda come atleta di punta.
Nonostante la sua popolarità, dissidi interni e la crisi economica giapponese di inizio anni novanta portarono alla chiusura dell'organizzazione il 1º dicembre 1990.
I suoi atleti andarono a formare prettamente il parco atleti delle future UWF International, RINGS e Fujieara Gumi, tutte federazioni shooto.
| Controllo di autorità | VIAF (EN) 253672867 |